# Loxoconcha sarasotana
Loxoconcha sarasotana är en kräftdjursart som beskrevs av Benson och G. L. Coleman II 1963. Loxoconcha sarasotana ingår i släktet Loxoconcha och familjen Loxoconchidae. Inga underarter finns listade i Catalogue of Life.